# Bisbat d'Itapetininga
El bisbat d'Itapetininga (portuguès: Diocese de Itapetininga ; llatí: Dioecesis Itapetiningensis) és una seu de l'Església catòlica al Brasil, que pertanyia a la regió eclesiàstica Sud 1, sufragània de l'arquebisbat de Sorocaba. Al 2020 tenia 407.600 batejats d'un total de 444.480 habitants. Està dirigida pel bisbe Gorgônio Alves da Encarnação Neto, C.R.

## Territori

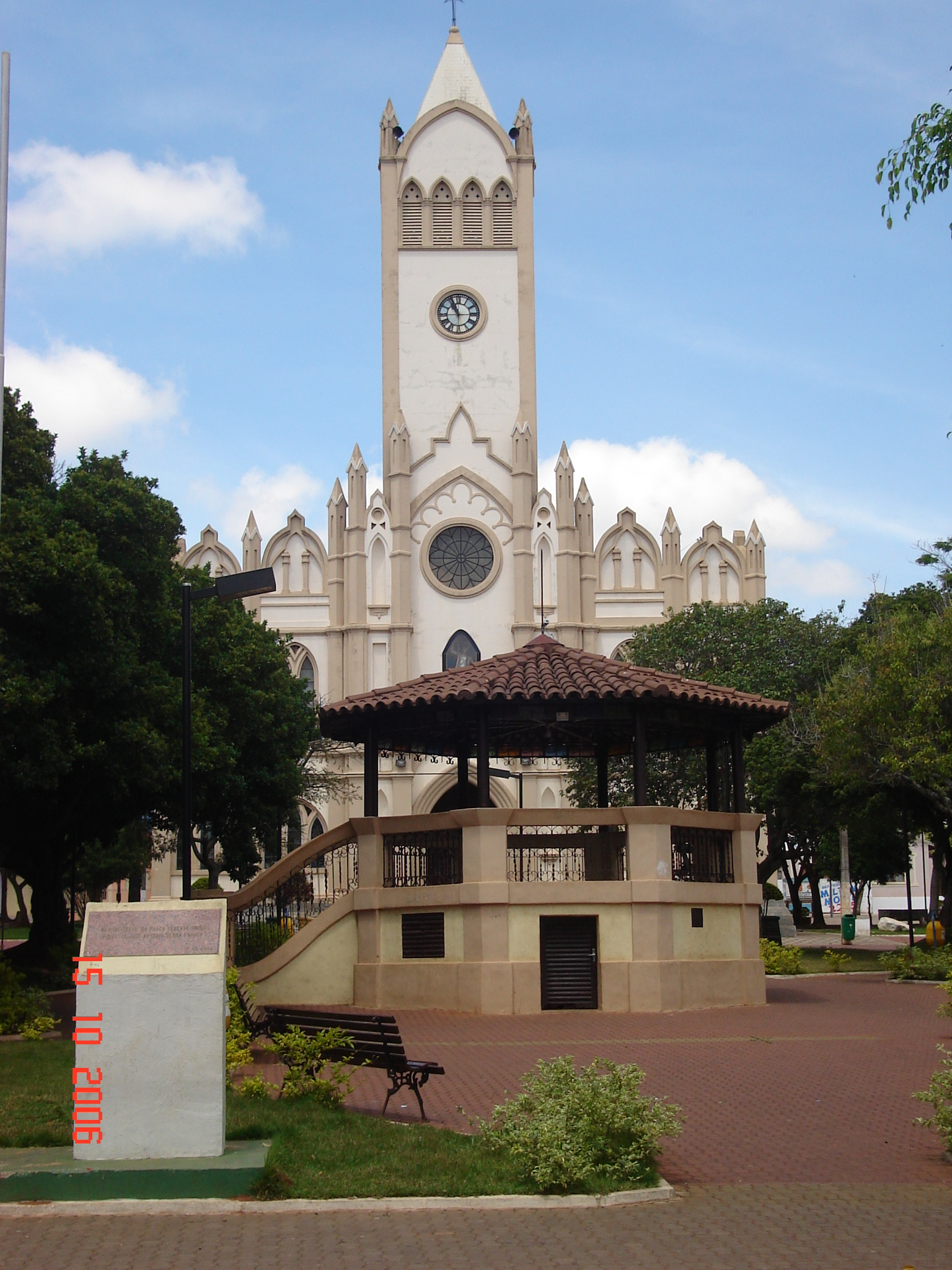
La basílica menor de Sant Miquel arcàngel a São Miguel Arcanjo.

La diòcesi comprèn 15 municipis de l'estat brasiler de São Paulo: Itapetininga, Alambari, Angatuba, Campina do Monte Alegre, Capela do Alto, Cesário Lange, Guareí, Paranapanema, Pilar do Sul, Porangaba, Quadra, São Miguel Arcanjo, Sarapuí, Tatuí i Torre de Pedra; a aquest s'afegeix el districte de Campos de Holambra al municipi d'Holambra.
La seu episcopal és la ciutat d'Itapetininga, on es troba la catedral de l'Alegria de Maria Verge. A São Miguel Arcanjo es troba el santuari i basílica menor de Sant Miquel Arcàngel.
El territori s'estén sobre 7.948 km² i està dividit en 40 parròquies, agrupades en 5 regions pastorals: Itapetininga, Tatuí, Nord, Oest i Sud.

## Història
La diòcesi va ser erigida el 15 d'abril de 1998 en virtut de la butlla Apostolicum munus del papa Joan Pau II, prenent el territori de l'arquebisbat de Sorocava i del bisbat d'Itapeva.

## Cronologia episcopal
- Gorgônio Alves da Encarnação Neto, C.R., des del 15 d'abril de 1998

## Estadístiques
A finals del 2019, la diòcesi tenia 407.600 batejats sobre una població de 444.480 persones, equivalent al 91,7% del total.
| any  | població | població | població | sacerdots | sacerdots       | sacerdots       | sacerdots             | diàques | religiosos | religiosos | parroquies |
| ---- | -------- | -------- | -------- | --------- | --------------- | --------------- | --------------------- | ------- | ---------- | ---------- | ---------- |
| any  | batejats | total    | %        | total     | clergat secular | clergat regular | batejats por sacerdot | diàques | homes      | dones      |            |
| 1999 | 300.000  | 380.000  | 78,9     | 29        | 27              | 2               | 10.344                | 18      | 4          | 36         | 19         |
| 2000 | 350.000  | 430.000  | 81,4     | 29        | 27              | 2               | 12.068                | 18      | 4          | 36         | 19         |
| 2001 | 305.000  | 310.000  | 98,4     | 29        | 27              | 2               | 10.517                | 18      | 2          | 51         | 20         |
| 2002 | 330.000  | 379.000  | 87,1     | 28        | 25              | 3               | 11.785                | 33      | 6          | 36         | 25         |
| 2003 | 350.000  | 380.000  | 92,1     | 30        | 27              | 3               | 11.666                | 34      | 6          | 36         | 26         |
| 2004 | 546.000  | 635.000  | 86,0     | 33        | 30              | 3               | 16.545                | 32      | 6          | 36         | 33         |
| 2006 | 375.000  | 388.000  | 96,6     | 32        | 29              | 3               | 11.718                | 33      | 6          | 36         | 26         |
| 2013 | 389.000  | 424.000  | 91,7     | 51        | 49              | 2               | 7.627                 | 30      | 2          | 25         | 36         |
| 2016 | 398.000  | 434.000  | 91,7     | 54        | 51              | 3               | 7.370                 | 64      | 3          | 10         | 37         |
| 2019 | 407.600  | 444.480  | 91,7     | 57        | 54              | 3               | 7.150                 | 105     | 3          | 32         | 40         |